# Ralph Flanagan
Ralph Flanagan   (Los Alamitos, 14 de desembre de 1918 - Los Alamitos, 8 de febrer de 1988) fou un nedador estatunidenc que va competir durant la dècada de 1930.
Amb tan sols 13 anys, el 1932, va prendre part en els Jocs Olímpics d'Estiu de Los Angeles, on quedà eliminat en semifinals dels 1.500 metres lliures del programa de natació. Quatre anys més tard, als Jocs de Berlín, va disputar tres proves del programa de natació. Guanyà la medalla de plata en els 4x200 metres lliures, fent equip amb John Macionis, Paul Wolf i Jack Medica, mentre en els 400 metres lliures fou quart i en els 1.500 metres lliures cinquè.
Flanagan guanyà vint campionats de l'AAU i va establir 26 rècords nacionals i dos de mundials i durant un temps va posseir tots els rècords nacionals d'estil lliure entre les 220 iardes i la milla.
El 1978 fou incorporat a l'International Swimming Hall of Fame.